# Botulotoxin

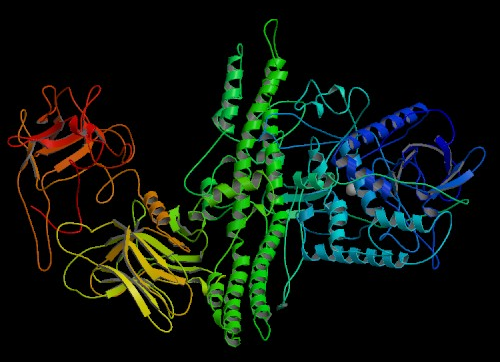
Botulotoxin v krystalické formě

Botulotoxin (z latinského botulus = klobása), resp. botulin nebo klobásový jed je toxická polypeptidická dvojsložková směs produkovaná bakteriemi Clostridium botulinum. Produkce botulotoxinu probíhá pouze za anaerobních podmínek (bez přístupu vzduchu), optimální pH prostředí je 4,8–8,5[zdroj?] a teplota kolem 30 °C.[zdroj?]

## Charakteristika
Je považován za jeden z nejúčinnějších jedů (z přírodních je nejjedovatější), možná absolutně nejúčinnější (druhým kandidátem na absolutně nejsilnější jed je batrachotoxin). Jeho smrtelná dávka je 1,3–2,1 ng/kg nitrožilně, 10–13 ng/kg při inhalaci. Otrava botulinem zapříčiňuje onemocnění nazývané botulismus. Je odolný vůči HCl, tedy žaludeční šťávě a trávení. Neporušený se vstřebává střevní sliznicí a následně je transportován po těle krví a lymfou.[zdroj?] Botulin je ale termolabilní a ničí ho teplota nad 60 °C.

## Chemické složení
Botulotoxin patří mezi polypeptidy a je složen z 19 různých aminokyselin. Je tvořen dvěma bílkovinnými řetězci. Těžký řetězec H a lehký řetězec L jsou spojeny disulfidickými můstky. H-řetězec se váže na nervové buňky a L-řetězec zprostředkovává průnik do cytoplazmy. L-řetězec funguje jako enzym, obsahující zinek, který hydrolyzuje proteiny zodpovědné za transport vezikul s acetylcholinem. Zabraňuje tak vyplavování tohoto neuromediátoru a ochrnutí svalu.

## Výskyt
Do těla se obvykle dostává z potravy kontaminované sporami bakterií Clostridium botulinum. Jde o potravu, která představuje anaerobní prostředí, často již samotné živé bakterie nejsou přítomny. Jde o špatně tepelně opracované konzervy a uzeniny, nakládanou zeleninu, houby v oleji apod., které neprošly teplotou v jádru 121 °C, při níž se bakterie eliminuje. Spory mohou být přítomny dokonce i v medu (u kojenců dává vzniku ranému botulismu). Podle výskytu existuje v 7 antigenních typech (A-G). V potravinách se toxin ničí varem po dobu min. 10 min. Tvorba botulotoxinu byla prokázána i u jiných Clostridií, např. neurotoxin E tvoří Clostridium butyricum a neurotoxin typu F tvoří Clostridium baratii.

## Epidemiologie
Tato bakterie je komenzálem střevního ústrojí zvířat (savců, ptáků i ryb). Spory se vyskytují v půdách, ve vodě a prachu. U člověka je střevní trakt těmito bakteriemi kolonizován jen vzácně, u kojenců může dojít k závažné intoxikaci. Kmeny Clostridium botulinum se vyskytují na celém světě. Geografické rozdíly jsou určovány podle produkce určitého typu neurotoxinu. Těžiště toxinu typu A, jenž kontaminuje především ovoce a zeleninu, je v Číně a na západě USA. Typ B je typický pro střední Evropu a kontaminuje převážně masové výrobky. Typ E je častý v přímořských oblastech, a proto je příčinou otrav rybím masem nebo mořskými plody. V Česku se vyskytuje již zřídka. Statisticky za dobu 40 let, počínaje rokem 1960, se zde vyskytlo 103 případů onemocnění botulismem.

## Využití
Botulotoxin se používá v estetické medicíně, především na úpravu mimických vrásek, to má pouze dočasný efekt 3-4 měsíce. Má též využití v lékařství. Existují desítky schválených indikací v řadě oborů, zejména neurologie a dermatovenerologie. Velmi dobře se uplatňuje také při léčbě nadměrného pocení. Dále u onemocnění s velmi vysokým svalovým tonem nebo k léčbě blefarospazmu (nedobrovolné stahy svalstva kolem očí).
Je také považován
za ideální náplň chemických zbraní, protože bakterie, které tento jed produkují, jsou anaerobní a jed samotný se na vzduchu rychle rozpadá, takže oblast zasažená rozptýlením botulotoxinu do vzduchu bude přibližně po uplynutí jednoho dne opět bezpečná.